# クロキ (サスカチュワン州)
クロキ（英語: Kuroki）は、カナダのサスカチュワン州東部にある集落（ハムレット）。2016年の国勢調査 (Canada 2016 Census) によれば、地域の人口は50人であった。
非都市部自治体 (rural municipalities) のひとつ、Rural Municipality of Sasman No. 336の事務所所在地である。

## 名称
地名は、日露戦争時の日本陸軍の将軍・黒木為楨に由来する。
1900年代、カナダ北部鉄道 (CNR) がこの地域に建設された時期、住民たちはCNR職員を交えて命名について話し合い、「クロキ」が提案されたという。同一地域（サスカチュワン第9地区 (Division No. 9, Saskatchewan) ）の同じ鉄道沿線には、トウゴウ (サスカチュワン州)やミカド (サスカチュワン州)といった地名もある。
黒木本人は、ニューヨークに赴く途中でサスカチュワンを通過したと地元では伝えられている。

## 地理
地理的区分としても用いられる国勢調査区分 (Census division) では、サスカチュワン第9地区 (Division No. 9, Saskatchewan) に含まれる。

## 歴史
この地域に国家による土地調査 (Dominion Land Survey) の手が初めて及んだのは、1881年のことである。
1900年代初頭、ウィニペグからエドモントンの間を鉄道で結ぶため、サスカチュワン州東部にカナダ北部鉄道（CNR）が建設された。
1905年にCNRが開通。セクションハウス（Section house、鉄道労働者の詰所兼倉庫）付近に駅施設が設けられた。郵便局も開局した。1916年11月の時刻表では、クロキ駅にはウィニペグとエドモントンを結ぶアルバータ・エクスプレスの列車が午前中に上下4本ずつ停車した（うち1本はクロキ発着）。クロキ駅は地区の中心駅としての機能していたが、1920年頃、東のマーゴ (Margo, Saskatchewan) に駅が作られた。
クロキは当初は集落（ハムレット）であったが、1919年5月29日に法人化して村（ヴィレッジ）となった。しかし、「いくつかの理由によって」1926年3月22日にクロキ村は解散し、「組織化されていないハムレット」（unorganized hamlet）として位置づけられた。1949年4月8日に「組織化されたハムレット」（organized hamlet）となり、1980年時点まではこの位置づけが続いていた。
クロキ駅は1963年5月18日に営業を終了した。

## 宗教
1908年にはアングリカン・チャーチ（カナダ聖公会）の教会堂ができた。このほか、バプテスト教会、ウクライナ東方カトリック教会、ローマ・カトリック教会、ルーテル教会、合同教会（カナダ合同教会）などが活動した。

## 施設
住民によって造園された日本庭園 "Kuroki Japanese Gardens" があり、石庭と小さな池を具える。
町の西側には小規模なウクライナ正教会（在カナダ・ウクライナ正教会）の教会堂がある。

## 交通
- Saskatchewan Highway 5
- Saskatchewan Highway 38